# Mattox-Kendall-Reaktion
Die Mattox-Kendall-Reaktion – auch Kendall-Mattox-Reaktion oder Kendall-Synthese genannt – ist eine Namensreaktion der organischen Chemie, die auf die Chemiker Vernon R. Mattox und E. C. Kendall (1886–1972) zurückgeht. Die Reaktion wurde erstmals 1948 veröffentlicht und ist eine wichtige Reaktion in der Chemie der Steroide, welche die Bromwasserstoff-Abspaltung (HBr) aus α-Bromketonen zu α,β-ungesättigten Ketonen beschreibt.

## Übersichtsreaktion
Bei der Mattox-Kendall-Reaktion wird z. B. 2-Brom-4-phenylcyclohexanon (1) in 4-Phenylcylohex-2-an-1-on (2) umgewandelt. Dabei wird Bromwasserstoff (HBr) eliminiert. Es bildet sich so eine neue C=C-Doppelbindung:

## Reaktionsmechanismus
Ein möglicher Reaktionsmechanismus für die Mattox-Kendall-Reaktion wird von Zerong Wang am Beispiel eines Steroids wie folgt beschrieben:
Das Phenylhydrazin (1) reagiert mit dem α-Bromketon (2) eines Steroids unter Abspaltung von Wasser und des Bromid-Ions (Br−) zum Phenylhydrazon (3). Das Bromid-Ion reagiert mit dem Wasserstoffatom des 1-Phenyldiazen-1-ium und verlässt als Bromwasserstoff (HBr) die Reaktion. Derweil wird durch Zugabe von 2-Oxopropanoat ein Proton abgespalten und es kommt zu einer Wanderung von Doppelbindungen/Elektronenpaaren im Molekül (4). Durch Protonieren des 2-Phenyldiazans entsteht durch eine aufarbeitende Hydrolyse und Abspaltung des Phenylhydrazins (PhNHNH2) ein α,β-ungesättigtes Keton (5).

## Anwendung
Die Mattox-Kendall-Reaktion wird oft für die Transformation von Steroiden verwendet.